# Lycée Jean Baptiste Say

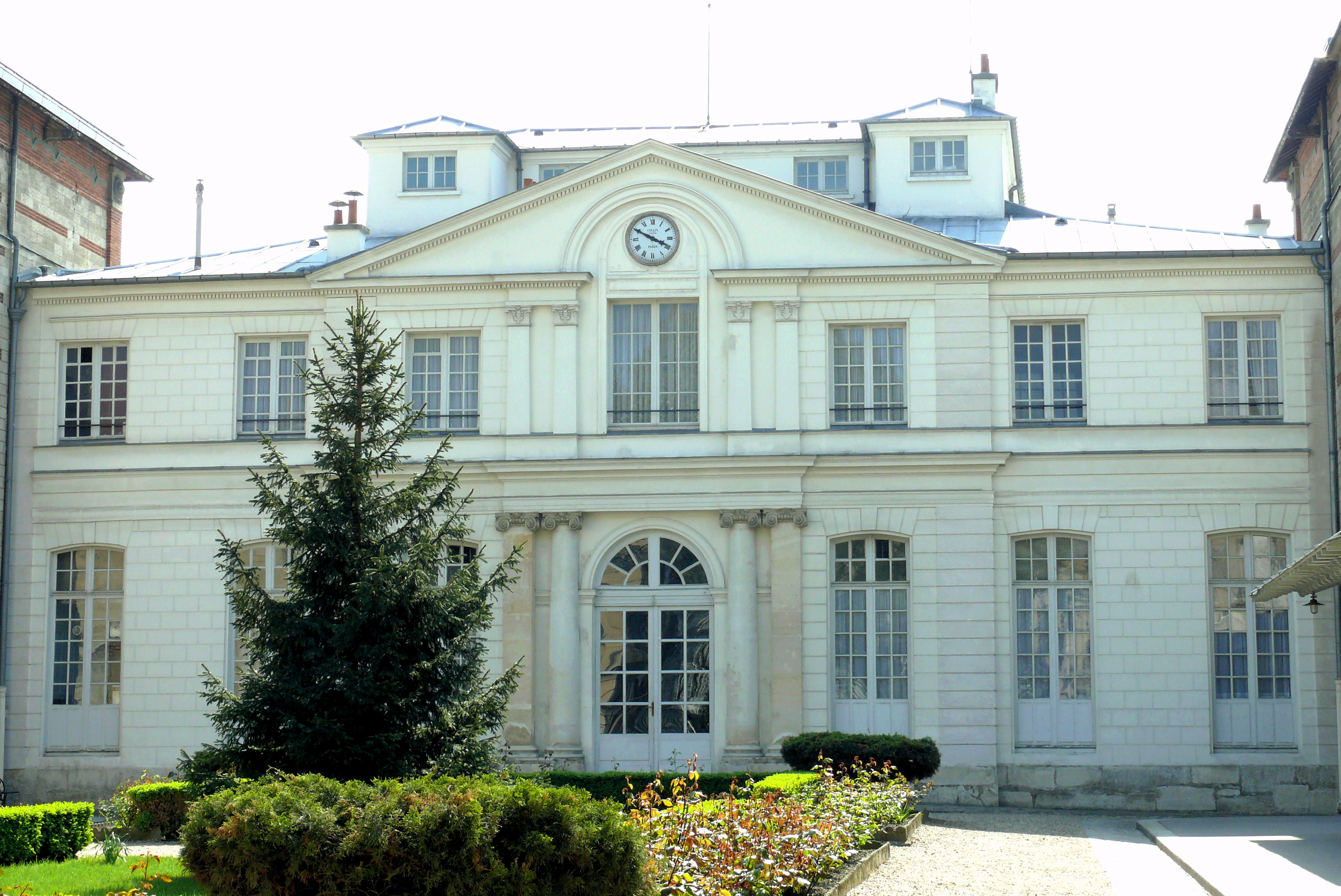
Zentralpavillon – seit 1928 als Monument historique gelistet

Das Lycée Jean-Baptiste Say  ist eine 1895 erbaute öffentliche Schule in Paris, die neben dem Angebot von classes préparatoires als Collège und Lycée fungiert. Es befindet sich im 16. Arrondissement von Paris und ist nach dem französischen klassischen Ökonomen Jean-Baptiste Say (1767–1832) benannt. Es wird oft als JBS und seine Schüler als „Sayens“ bezeichnet. Die Schule verfügt auch über ein Internat mit 64 Einzelzimmern. Die meisten Klassenzimmern sind nach bedeutenden Persönlichkeiten benannt, darunter auch einige ehemalige Schüler des Gymnasiums. Der Zentralpavillon ist seit 1928 als denkmalgeschütztes Monument historique in der Base Mérimée des französischen Kulturministeriums gelistet.
Es wurde von der Zeitung Le Monde vor dem Lycée Henri IV zum besten öffentlichen Gymnasium Frankreichs gekürt.

## Fremdsprachen
Es wird neben Englisch eine besonders große Auswahl von Fremdsprachen unterrichtet: Altgriechisch, Arabisch, Chinesisch, Dänisch, Deutsch, Hebräisch, Italienisch, Japanisch, Koreanisch, Korsisch, Latein, Neugriechisch, Niederländisch, Persisch, Polnisch, Portugiesisch, Russisch, Schwedisch, Spanisch, Türkisch, Ungarisch und Vietnamesisch. Außerdem wird ein Kurs in französischer Gebärdensprache angeboten.

## Ehemalige Schüler
- Émile Henry (1872–1894), Anarchist
- Emile Lenoble (1875–1940), Keramiker
- Charles Bedaux (1886–1944), amerikanischer Unternehmer
- Nicolas Esquillan (1902–1989), Bauingenieur
- Jean Despres (1903–1988), amerikanischer Kosmetikhersteller
- Pierre Bézier (1910–1999), Ingenieur
- Jean-François Revel (1924–2006), Schriftsteller und Philosoph
- Joël Bonnemaison (1940–1997), Geograph
- Paul-Henry Nargeolet (1946–2023), Tiefseeforscher
- Stéphane Audoin-Rouzeau (* 1955), Historiker
- Amadou Gon Coulibaly (1959–2020), Premierminister der Elfenbeinküste
- Isabelle Ameganvi (* 1961), togolesische Rechtsanwältin und Bürgerrechtlerin
- Stéphane Israël (* 1971), Beamter und Manager
- Laure Saint-Raymond (* 1975), Mathematikerin

## Film und Fernsehen
- 1978: Der Sanfte mit den schnellen Beinen, Film von Gérard Oury
- 1978: Ein Pauker zum Verlieben, Film von Christian Gion
- 1980: Fett schwimmt oben, Fernsehfilm von Édouard Molinaro
- 1994–2006: Madame le Proviseur, TV-Serie
- 1995: Eine Kindheit auf dem Montmartre, Trilogie nach dem Roman von Robert Sabatier
- 2007: Die Herzen der Männer 2, Film von Marc Esposito
- 2009: LOL (Laughing Out Loud), Film von Lisa Azuelos
- 2010: Die Kinder von Paris, Film von Rose Bosch
- 2010–2023: Clem, TV-Serie